# 660

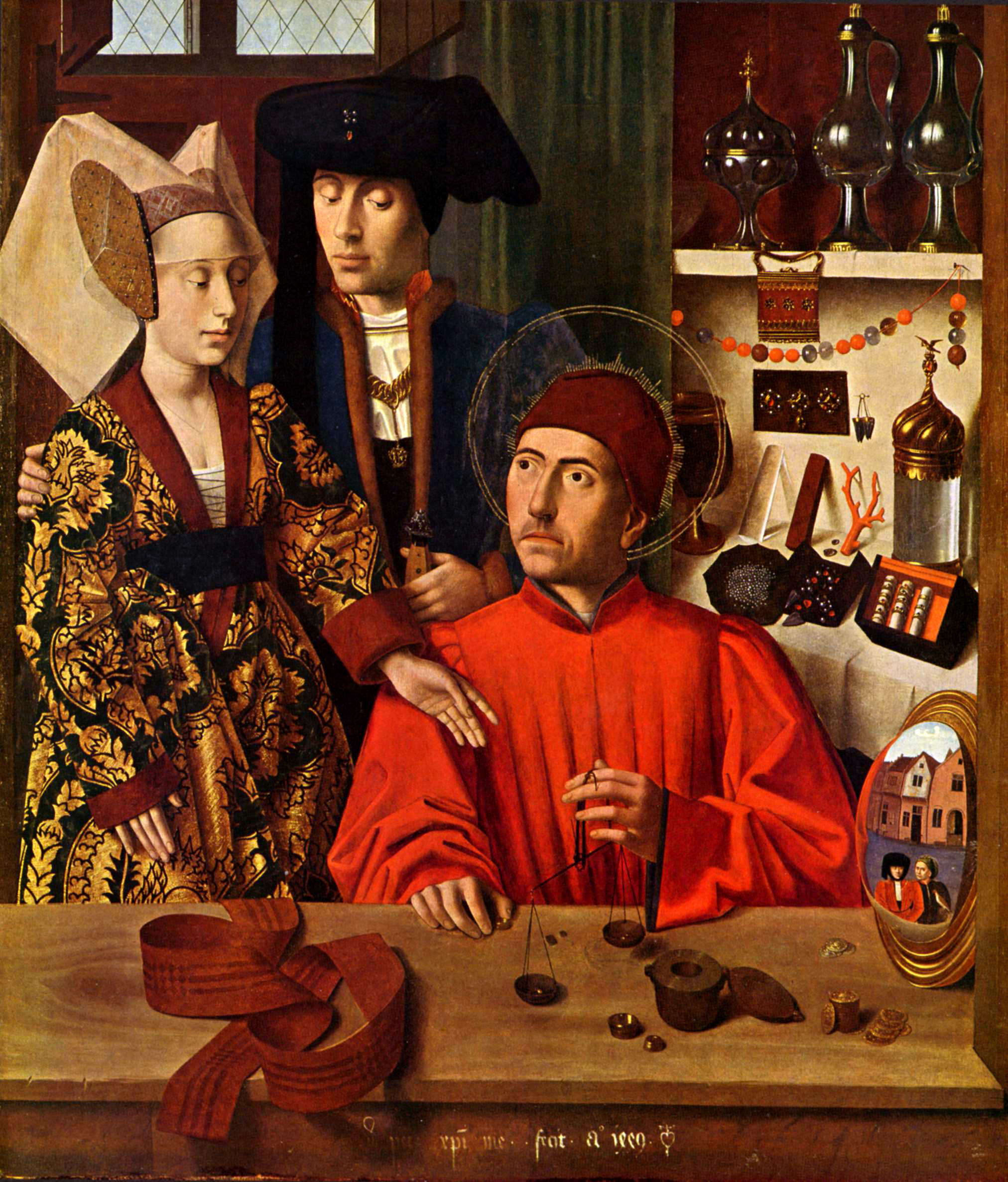
Eligius, bisschop en belijder (ca. 588-660)

Het jaar 660 is het 60e jaar in de 7e eeuw volgens de christelijke jaartelling.

## Gebeurtenissen

### Brittannië
- Koning Sigebert II wordt na een regeerperiode van 7 jaar door Angelsaksische edelen vermoord. Hij wordt opgevolgd door zijn broer Swithelm als koning van Essex. (waarschijnlijke datum)

### Europa
- De confederatie van Slavische stammen valt na het overlijden van koning Samo (zie: 658) uiteen. Bohemen, Moravië, Neder-Oostenrijk en Karinthië worden onafhankelijke vorstendommen.

### Azië
- Op het Koreaanse schiereiland openen de coalitietroepen van Silla en de Chinese Tang-dynastie de aanval op Paekche, een bondgenoot van Japan. Paekche wordt door Silla geannexeerd.
- De Thaise hoofdstad Lamphun, gelegen aan de rivier de Ping, wordt gesticht. (waarschijnlijke datum)

## Religie
- 1 december - Eligius, Frankische goudsmid en bisschop van Noyon, overlijdt. Hij richt zich tijdens zijn priesterschap voornamelijk op de kerstening van burgers in Vlaanderen en Antwerpen.

## Geboren
- Acca, bisschop van Hexham (waarschijnlijke datum)
- Adela van Pfalzel, Frankisch abdis (waarschijnlijke datum)
- Cuneburga, Angelsaksisch abdis (overleden 710)
- Martin van Laon, Frankisch hertog (waarschijnlijke datum)
- Odilia van de Elzas, Frankisch abdis (waarschijnlijke datum)

## Overleden
- 1 december - Eligius (~71), bisschop en heilige
- Magnus, bisschop en gouverneur van Avignon
- Sigebert II, koning van Essex (waarschijnlijke datum)